# Кабанбай (Жетысуская область)
Кабанбай (каз. Қабанбай, до 1992 г. — Андреевка) — село в Алакольском районе Жетысуской области Казахстана. Административный центр Кабанбайского сельского округа. Находится примерно в 45 км к юго-западу от города Ушарал на берегу реки Шинжылы. Код КАТО — 193459100.
Через село проходит автодорога Алма-Ата — Усть-Каменогорск.

## История
Село Андреевка было основано в 1909 году русскими переселенцами у истоков р. Шинжилы (приток р. Тентек). Новое село входило в состав Герасимовской волости Лепсинского уезда Семиреченской области.
Главным занятием населения было растениеводство и животноводство. В селе накануне революции работало 4 мельницы и крупорушка.
Одной из наиболее героических страниц истории гражданской войны на территории Казахстана является знаменитая Черкасская оборона. Село Андреевка входило в состав территории, боровшейся за Советскую власть. Небольшое село выставило против белоказаков Анненкова и Гулидова два эскадрона.
В 1920 году село было включено в Учтентекскую волость того же уезда.
Комсомольцы села организовали избу-читальню, где также ставились спектакли, проводились массовые собрания, лекции и беседы. В начале 1920-х годов была открыта начальная школа.
В результате административно-территориальной реформы 1928 года на карте появился новый район — Андреевский.
В селе появились кинотеатр, средняя школа, клуб, предприятия бытового обслуживания. Село, находящееся на трассе Алма-Ата — Усть-Каменогорск было одним из самых зеленых за счет яблоневых садов.
При распаде СССР большая часть населения некоренных национальностей, большей частью русские и украинцы, выехали на историческую родину. К 1999 году в селе осталось только 8000 жителей из 11 тысяч, проживавших в 1989 году. А к 2009 году около 6000 жителей.
8 сентября 1992 года Андреевка была переименована в Кабанбай. А вскоре и район был ликвидирован, а его территория передана в состав Алакольского района.
В настоящее время Кабанбай — административный центр Кабанбайского сельского округа, в который кроме села Кабанбай входит село Жамбыл.

## Население
В 1999 году население села составляло 8069 человек (3898 мужчин и 4171 женщина). По данным переписи 2009 года в селе проживало 6049 человек (2978 мужчин и 3071 женщина).